# Rudolf Kaiser (Anglist)
Rudolf Kaiser (* 1. April 1927 in Meinkenbracht) ist ein deutscher Anglist und emeritierter Hochschullehrer. Er verfasste Sachbücher über die Indianer Nordamerikas und gilt auf diesem Gebiet als Experte.

## Leben und Werk
Kaiser wurde im Sauerland als Sohn eines Bauern geboren. Er besuchte die Dorfschule und erhielt Lateinunterricht durch den Dorfpfarrer. Anschließend ging er auf das Gymnasium in Paderborn, wo er 1947 sein Abitur machte. Er studierte Philosophie, Englisch und Latein in Münster, Freiburg im Breisgau und Bonn. In den Jahren von 1954 bis 1964 war er zunächst als Gymnasiallehrer tätig, bevor er dann 1964 als Professor für Englische Sprache an die Hochschule in Alfeld (Leine) berufen wurde. Ab 1970 war er nach der Verlegung der Hochschule dann Professor für Anglistik an der Universität Hildesheim.
Der Arbeitsschwerpunkt Kaisers war seit Beginn der 1980er Jahre die Kultur und Literatur der Indianer Nordamerikas. Zu diesen Themen verfasste er eine Reihe von Büchern, oft in Zusammenarbeit mit seiner Tochter Michaela Kaiser. Er besuchte verschiedene Indianer-Völker, so die Hopi-Indianer und die Navajo in der Wüste Arizonas, aber auch die Dörfer von Pueblo-Indianern und mehrere Apachen-Völker.
Einige seiner Bücher wurden in verschiedene Sprachen übersetzt.
2009 erschien seine Autobiografie Meine ersten acht Jahrzehnte.

## Schriften
- Das Verhältnis Alberts des Großen zu den Lehren des Neuplatonikers Proklos. Ein Beitrag zum Neuplatonismus im Mittelalter. Diss. phil. Bonn 1954.
- Amerika, in didaktischer Perspektive. (= Hildesheimer Beiträge zu den Erziehungs- und Sozialwissenschaften. Band 8). Olms, Hildesheim / New York 1978, ISBN 3-487-06652-1.
- Häuptling Seattle: Diese Erde ist uns heilig. Die Rede des Indianerhäuptlings Seattle. Legende und Wirklichkeit. Übers. von Michaela Kaiser, mit einem wiss. Kommentar zur Echtheit der Texte von Rudolf Kaiser. Edition Blaschzok, Münster 1984, ISBN 3-924581-03-7.
- mit Michaela Kaiser, Iris Blaschzok (Hrsg.): Sonnenfänger. Indianische Botschaften. Coppenrath, Münster 1984, ISBN 3-88547-239-2.
- Gesang des Regenbogens. Coppenrath, Münster 1985, ISBN 3-88547-344-5.
- mit Michaela Kaiser: Schmecke mich, ich bin der Wind. Indianische Liebeslyrik. Coppenrath, Münster 1986, ISBN 3-88547-400-X.
- Dies sind meine Worte. 1987.
- Die Stimme des Großen Geistes. Prophezeiungen und Endzeiterwartungen der Hopi-Indianer. Kösel, München 1989, 1990, 1995, ISBN 3-466-36320-9.
- Gott schläft im Stein. Indianische und abendländische Weltansichten im Widerstreit. Kösel, München 1990, ISBN 3-466-36108-7.
- als Hrsg.: Die Erde ist uns heilig. Die Reden des Chief Seattle und anderer indianischer Häuptlinge. Herder, Freiburg/Br. 1992, ISBN 3-451-04079-4.
- mit Michaela Kaiser: Ich mische Sand und Sterne. Indianische Liebeslyrik. Siebenstern, Gütersloh 1992.
- als Hrsg.: Im Einklang mit dem Universum. Aus dem Leben der Hopi-Indianer. Kösel, München 1992, ISBN 3-466-36352-7.
- als Hrsg.: Indianische Kinder- und Wiegenlieder. Herder, Freiburg/Br. 1993, ISBN 3-451-04220-7.
- als Hrsg.: Indianischer Sonnengesang. Die Weisheit der Erde in der Spiritualität nordamerikanischer Indianer. Herder, Freiburg/Br. 1993, ISBN 3-451-04143-X.
- Geh mit leisen Schritten. Indianische Wegweisungen in Wort und Bild. 2. Auflage. Kösel, München 1994.
- Indianische Heilkunst. Pflanzen, Rituale und Heilungsbilder nordamerikanischer Schamanen. Herder, Freiburg/Br. 1996, ISBN 3-451-04471-4.
- mit Michaela Kaiser: Sterne, die singen. Begegnungen mit indianischer Weisheit. Kösel, München 1997, ISBN 3-466-36473-6.
- Meine ersten acht Jahrzehnte. „sunt lacrimae rerum“. Olms, Hildesheim u. a. 2009, ISBN 978-3-487-08489-3.